# Бомба Диснея
Бомба Диснея (англ. Disney Bomb, официально «4500-фунтовая бетонобойная/ракетная бомба») — двухтонная противобункерная авиационная бомба с ракетным ускорителем, разработанная Royal Navy в сотрудничестве с ВВС США в годы Второй мировой войны. Прозвище связано с пропагандистским фильмом, снятым студией Диснея.
Несмотря на удачную в целом идею, конструкторы не добились точности, достаточной для поражения отдельных бункеров. Бомба была поставлена на вооружение только в конце войны и почти не повлияла на результат стратегических бомбардировок Германии.

## История
Во время Второй мировой войны перед авиацией союзников (особенно стратегической) встала проблема разрушения заглубленных и укрепленных сооружений. Например бункеры подводных лодок Кригсмарине, защищённые 5—8-метровыми железобетонными перекрытиями с полыми промежутками для ослабления ударной взрывной волны, были практически непроницаемы для бомб обычного калибра. По мере расширения союзниками воздушной войны против стратегических объектов Германии, немцы всё активнее перемещали военные объекты и фабрики в бункеры, подземные сооружения, в горные массивы (в том числе в пещеры) и т. д., тем самым снижая эффективность бомбардировок.
Для поражения сильно защищенных объектов британская авиация использовала сверхтяжёлые бомбы, разработанные известным авиаконструктором Барнсом Уоллесом. Пятитонная бомба Tallboy, падая с высоты 7—8 км, достигала поверхности на сверхзвуковой скорости и проникала в грунт на глубину до 30 метров. Сейсмические волны, производимые подземным взрывом этой бомбы, разрушали заглубленные конструкции. Ещё больший эффект достигался при применении 10-тонной бомбы Grand Slam.
Бомбы Уоллеса имели и недостатки: для разгона до сверхзвуковой скорости бомбу требовалось сбрасывать с большой высоты, что усложняло бомбометание по точечным целям, снижая вероятность их поражения. Лишь немногие специально подготовленные экипажи могли эффективно применять такие бомбы, добиваясь прямых попаданий в цели. К тому же большие и тяжёлые бомбы требовали применения тяжёлых бомбардировщиков, количество которых было ограничено.
В поисках альтернативы американцы обратились к идее разгона бомбы путём ускорения падения бомб ракетным двигателем. Расчёты показывали, что такая ракето-бомба может иметь пробивную способность, сравнимую с «Tallboy», при намного меньших габаритах и массе и меньшей высоте сброса, что, в свою очередь, означало, что бомба сможет применяться с большей точностью и будет доступна для боевого применения большему спектру бомбардировщиков.

## Конструкция

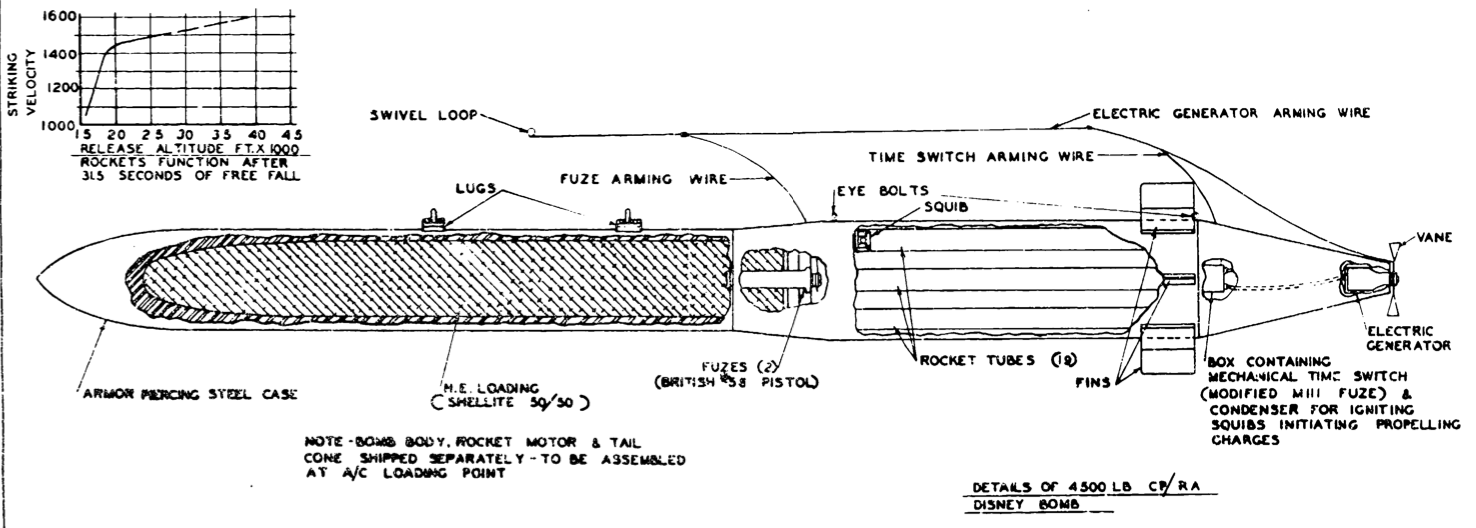
Схема бомбы

Ракетная бомба имела 5,3 метра в длину при диаметре 280 мм и массе в 2000 кг. Она состояла из трёх секций. Первая — головная — представляла собой проникающую боевую часть из особо прочной стали с зарядом из 230 кг взрывчатки. Вторая секция бомбы представляла собой разгонный твердотопливный ракетный двигатель, состоявший из 19 отдельных пороховых шашек от 3-дюймовых неуправляемых ракет. Третья секция бомбы включала стабилизаторы и механизм зажигания, включающий все двигатели одновременно по сигналу от барометрического датчика и питаемый от турбогенератора.
Для точного попадания бомба должна была быть сброшена с высоты до 6100 метров. После сброса бомба падала около 30 секунд, пока не достигала расчётной высоты. Механизм зажигания активизировал двигатели, одновременно сбрасывая хвостовую секцию. Горение топлива в двигателе продолжалось 3 секунды, за которые он разгонял бомбу до скорости около 440 м/с (1,29 Маха). Боевое применение показало, что разогнавшаяся бомба пробивала слой железобетона в 4,5 м. Расчётная пробиваемость составляла около 5 м, но на практике эти данные не были проверены.

## Разработка и испытания

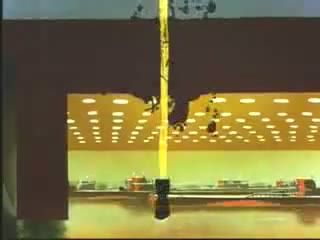
Кадр из мультфильма Victory Through Air Power (1943) с изображением «ракетной бомбы»

Хотя бомба применялась исключительно ВВС США, значительную роль в её разработке и испытаниях сыграли и англичане. Разработка велась под эгидой британского Королевского флота, желавшего создать эффективное оружие для борьбы с бункерами для подводных лодок. Так как британский Королевский флот не располагал самолетами, способными бомбардировать такие объекты бомбами вроде «Tallboy», было заключено соглашение с дислоцирующимися в Великобритании американскими бомбардировочными частями о вооружении новым оружием американских бомбардировщиков. Британские королевские ВВС никогда не проявляли интереса к бомбе и даже не думали её применять.
Большую роль в проекте бомбы сыграли предоставленные Королевским Флотом данные о бетонобойном действии 381-миллиметровых снарядов линейных кораблей. Само по себе обозначение — «бомба Диснея» — было взято из пропагандистского мультфильма 1943 года, отснятого студией Уолта Диснея. В фильме предлагалось использовать бетонобойные бомбы с ракетным двигателем для поражения бункеров.
Испытания бомбы начались в начале 1945 года. Опытные заряды сбрасывались с бомбардировщиков B-17 на захваченный союзными войсками бункер Эперлек, считавшийся хорошим примером германского железобетонного сооружения.
Новые бомбы не помещались в бомболюке B-17. Для их размещения использовалась внешняя подвеска, аналогичная применяемой для планирующих бомб Aeronca GB-1.

## Боевое применение

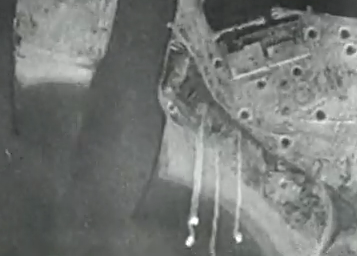
Четыре ракетные бомбы включают свои двигатели

Первые боевые вылеты с боевым применением ракетных бомб были совершены лишь в феврале 1945 года. Целью для них стали бетонные бункеры подводных лодок и торпедных катеров в Эймейдене (Голландия). Укрытия были защищены 3-метровым слоем бетона, и имелось по крайней мере одно сооружение, имевшее защиту из двух слоев железобетона толщиной в 3,7 и 1,4 метра соответственно, между которыми был предусмотрен промежуток для ослабления взрывной волны. В бункерах размещались торпедные катера и подводные лодки типа «Бибер». Для обеспечения наступления союзников порт было необходимо вывести из строя. С августа 1944 года Королевские ВВС неоднократно бомбили бункера, в том числе сбросив 53 сверхтяжёлые бомбы «Tallboy», но результаты бомбежек были неудовлетворительны. Только после этого было решено испытать новые американские бомбы. 10 февраля 1945 года 9 бомбардировщиков B-17, несущих по две ракетные бомбы, совершили атаку на бункеры. Эффект был значительный — несколько бомб пробили бетон и взорвались внутри бункеров, тогда пустовавших. Повторная атака была выполнена 14 марта также 9 самолётами.
30 марта 36 бомбардировщиков, снаряжённых ракетными бомбами, выполнили атаку на исполинский бункер «Valentin» в окрестностях Бремена — гигантский сборочный цех, где из доставляемых с заводов секций собирались новые субмарины. Этот огромный судостроительный завод-бункер позволил бы нацистам поддерживать темпы спуска на воду новых субмарин даже в ситуации тотальных воздушных бомбардировок. Его разрушение рассматривалось как ключевой пункт в предотвращении попыток немцев начать новую тотальную подводную войну.
Крыша гигантского бункера была уже пробита до этого двумя 10-тонными бомбами «Гранд Слэм», но немцы немедленно начали восстановительные работы. 30 марта на бункер были сброшены более 60 ракето-бомб. Только одна такая бомба пробила крышу, причинив некоторый вред заводу. Тем не менее, вскоре после этого немцы прекратили работы над бункером.
4 апреля 1945 года 24 бомбардировщика атаковали 48 бомбами защищённые цели в Гамбурге. Из-за плохих погодных условий бомбометание велось по радару. Планировавшийся второй рейд в мае 1945 года был отменён в связи с капитуляцией Германии. Всего на цели были сброшены 158 «бомб Диснея».

## Послевоенные разработки
Ограниченный опыт боевого применения противобункерных бомб во время Второй мировой войны не позволил принять окончательное решение о эффективности концепции противобункерного авиабомбового оружия, поэтому летом 1945 года Великобритания и США договорились о продолжении испытаний. Старый полигон в Уаттене был сочтён уже недостаточно крупным для таких испытаний, а Франция отказывалась предоставить в качестве целей для испытательных бомбардировок находящиеся на её территории бункеры, так как близость крупных портов могла повлечь за собой случайные разрушения гражданских объектов и косвенно навредить экономике Франции. Поэтому испытания проводились на германских бункерах на Гельголанде.
В 1946 году бункера подвергались совместной бомбардировке британскими «Tallboy» и «Grand Slam», американскими «Amazon» и «бомбами Диснея».
Испытания дали интересный результат: хотя пробиваемость более лёгких ракетных бомб оказалась ниже, чем у сейсмических бомб, тем не менее, производимый ими разрушительный эффект оказывался, как правило, сильнее. Это было связано с тем, что «Tallboy» быстрее терял скорость, проникая через бетон, и обычно детонировал в его толще, в то время как ракетная бомба пробивала перекрытие (пусть и меньшей толщины) насквозь и взрывалась уже внутри помещения. Тем не менее, была отмечена неудовлетворительная работа системы зажигания разгонной ДУ — у 37% сброшенных бомб двигатели не включились или включились невовремя. В целом результаты всех испытаний были сочтены недостаточно удовлетворительными и США и Великобритания занялись разработкой более совершенных проникающих авиабомб.

## Интересный факт
Начиная со второй половины 1944 года Советский Союз также разнообразил свой авиабомбовый арсенал бомбами с ракетными двигателями. Однако советские ракето-бомбы, будучи лишь новой разновидностью обычных фугасных авиабомб, предназначались лишь для повышения точности бомбометания (особенно пикирующими бомбардировщиками), а не для разрушения бункеров и др. подобных объектов.